# Pirkanmaa
Le Pirkanmaa (/ˈpirkɑnˌmɑː/ ; en suédois : Birkaland) est une région du sud-ouest de la Finlande, appartenant à la province de Finlande occidentale. Elle a pour capitale Tampere.
La région a une superficie de 14 613,12 km2 et en 2019, sa population comptait 517 513 habitants, ce qui la classe au deuxième rang des régions du pays pour la population, alors qu'elle est classée onzième pour la superficie.

## Histoire
Cette région est issue de la partie orientale de la province historique du Satakunta combinée aux franges occidentales du Häme.
Grâce à son développement économique Tampere est devenue la capitale de la région.
Tampere a commencé à se développer en tant que plaque tournante du transport routier et du transport ferroviaire dans les années 1870.
L'attraction de Tampere a été plus forte que celle de Pori et de Hämeenlinna 1900-luvun alussa Tampere oli lähes Turun ja Viipurin tasoinen keskus[Traduire passage].

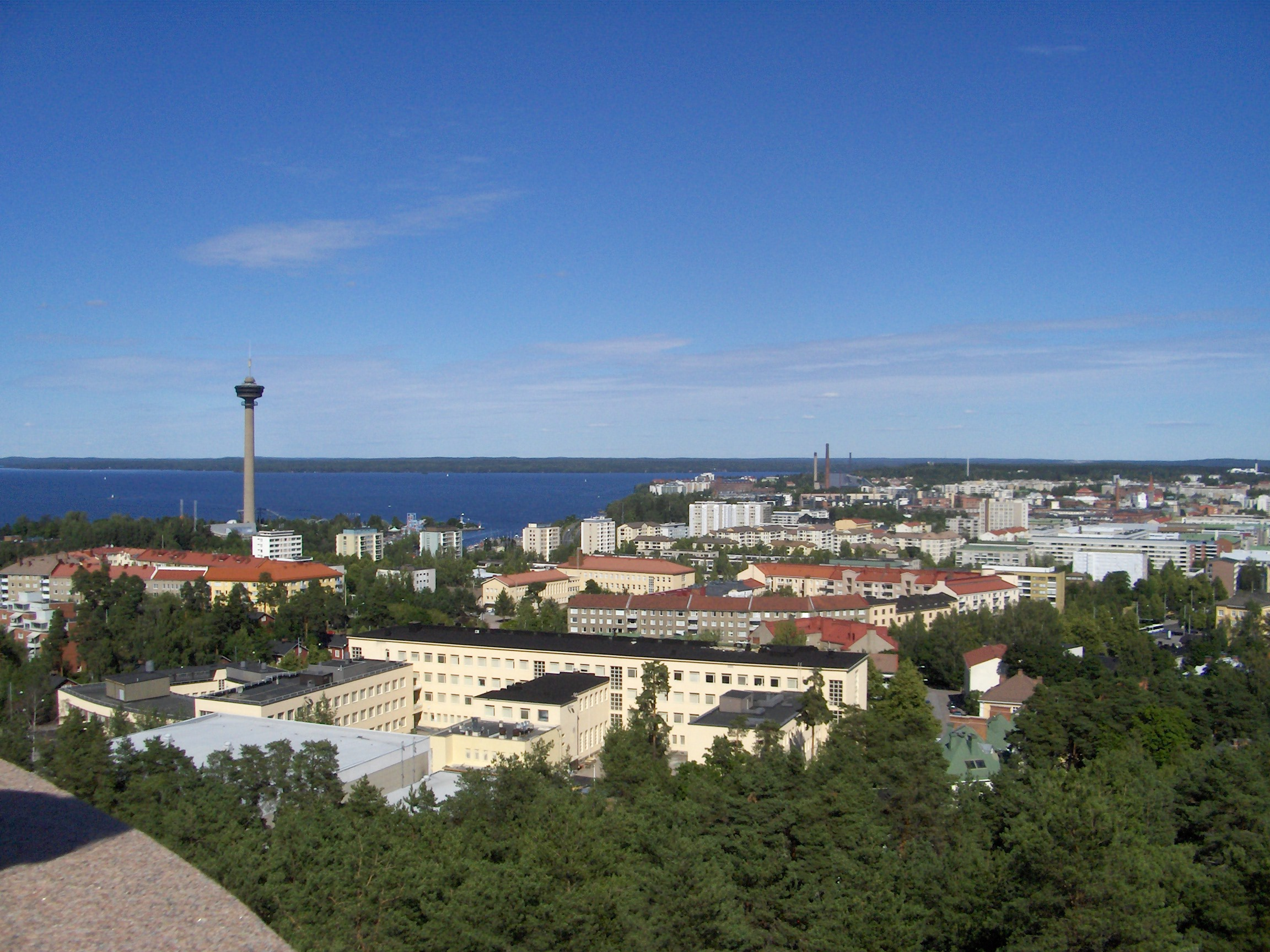
Une majorité d'habitants du Pirkanmaa habite à Tampere et ses communes limitrophes.

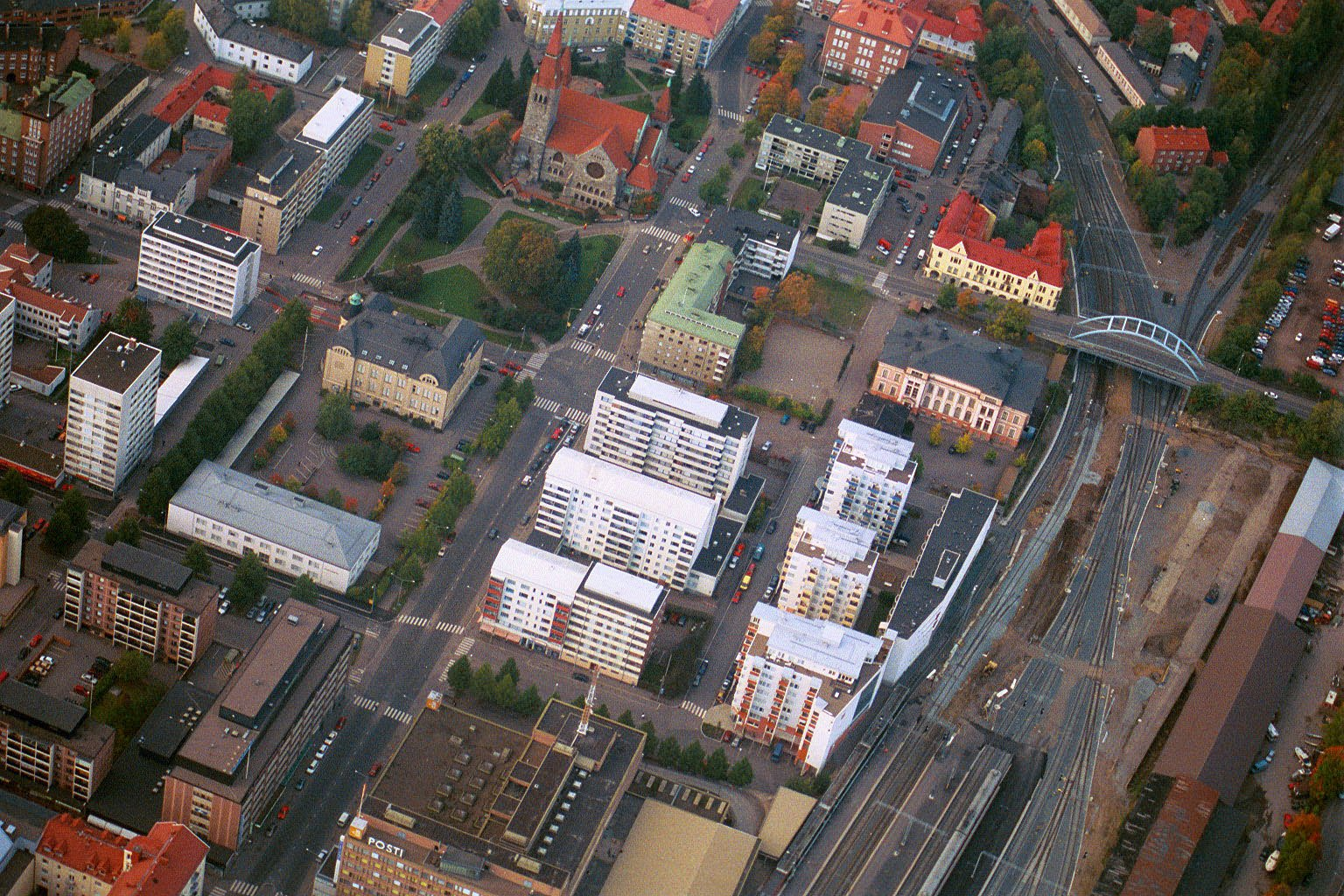
Vue aérienne du centre de Tampere

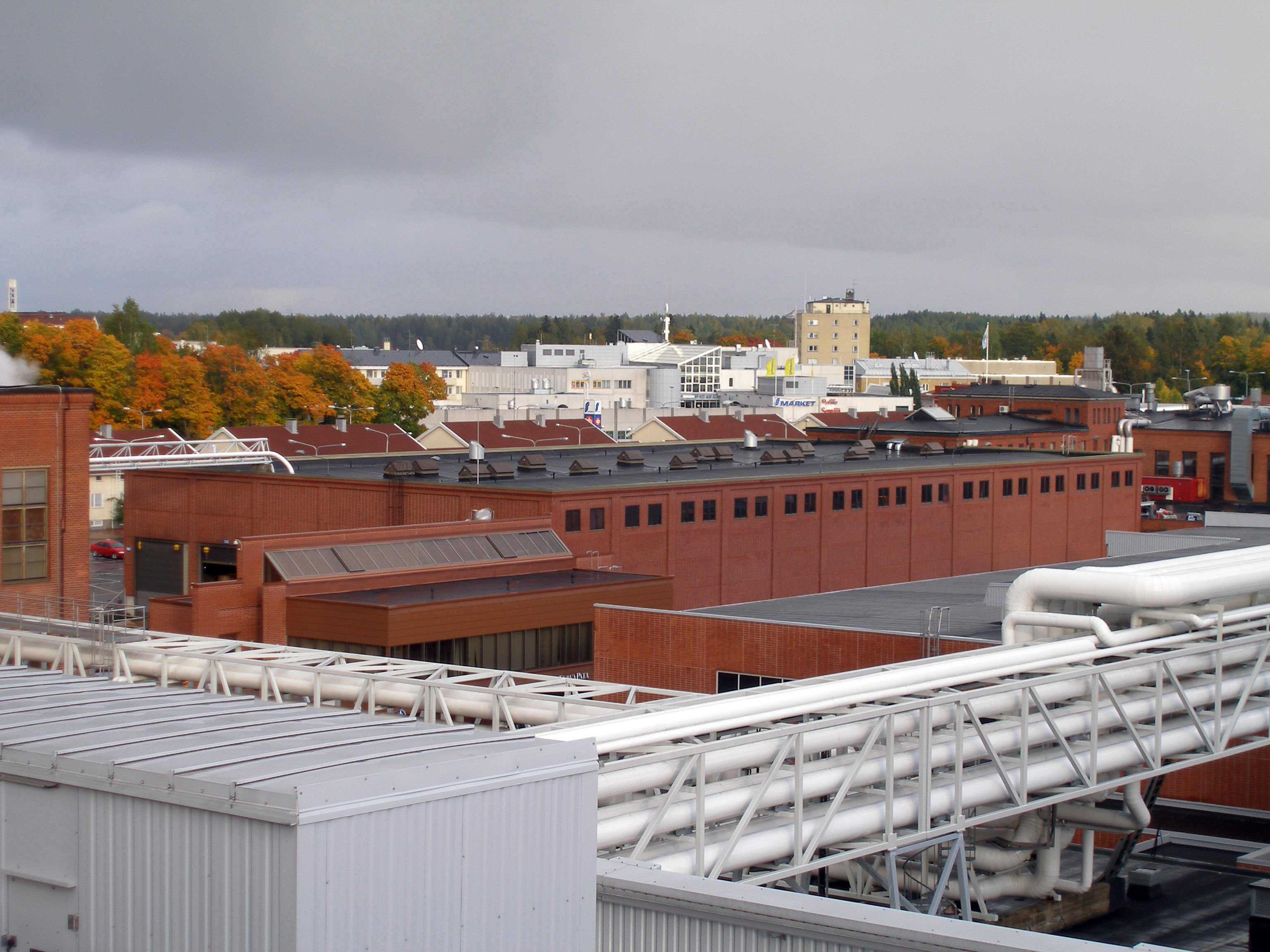
La papeterie de Tervasaari à Valkeakoski.

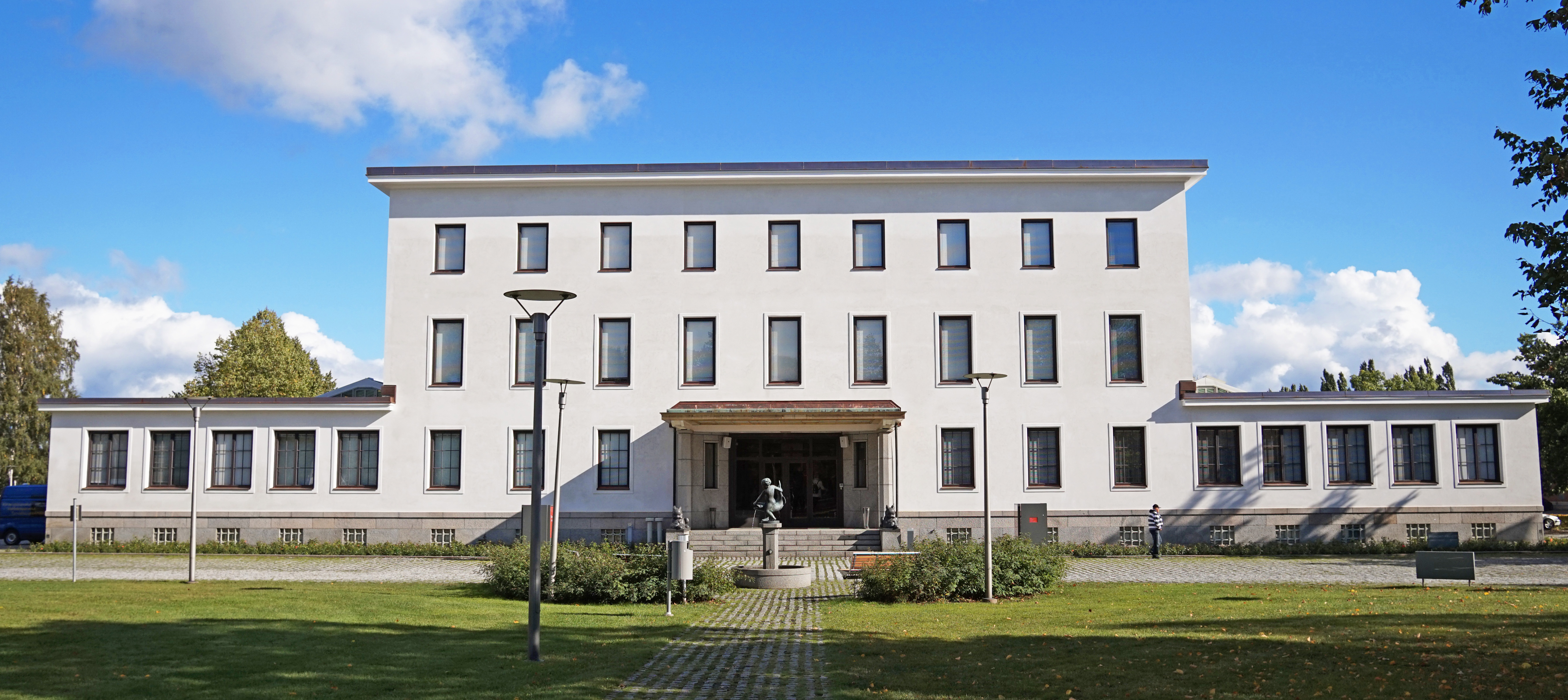
Musée Gustaf Serlachius à Mänttä-Vilppula.

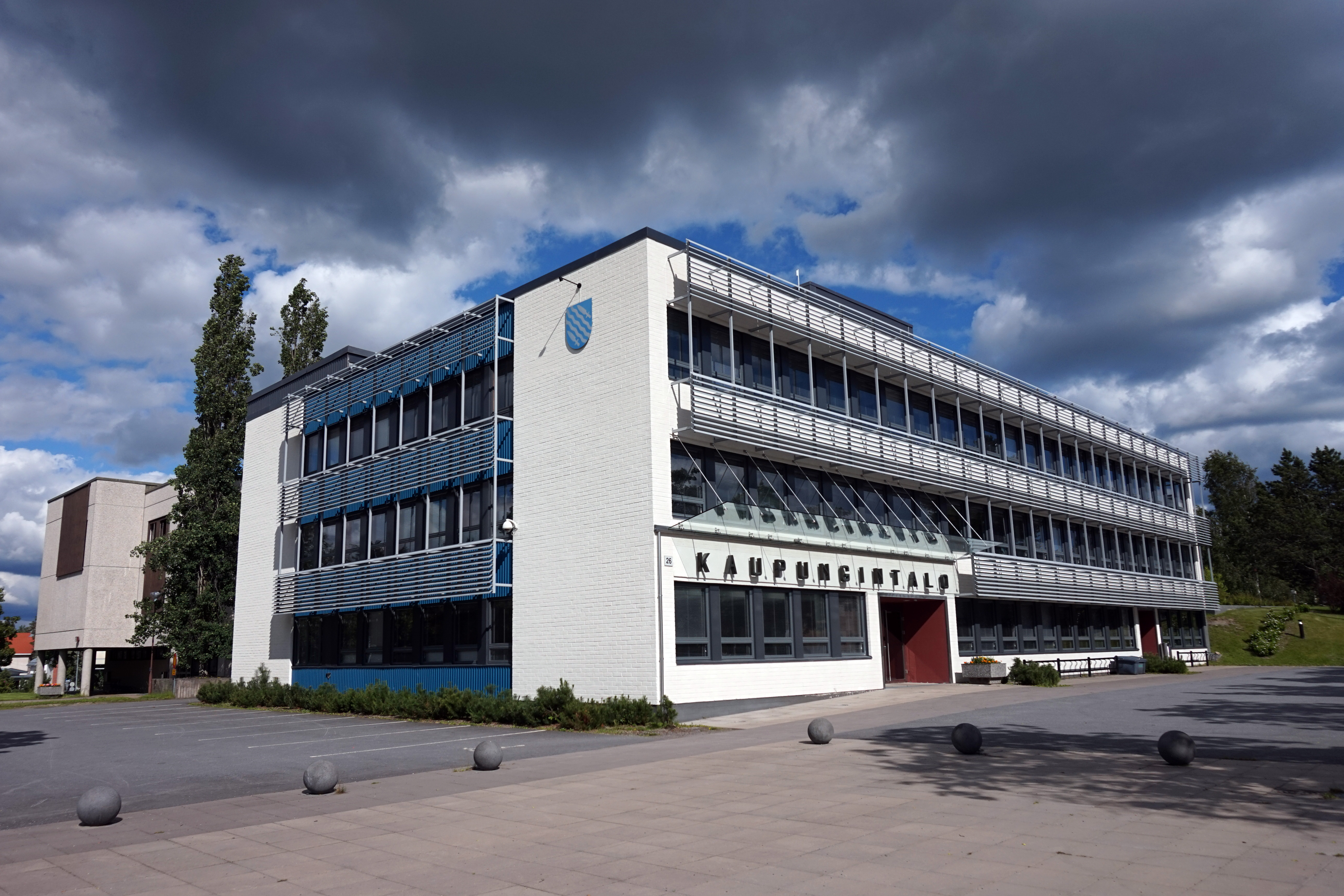
Mairie de Virrat.

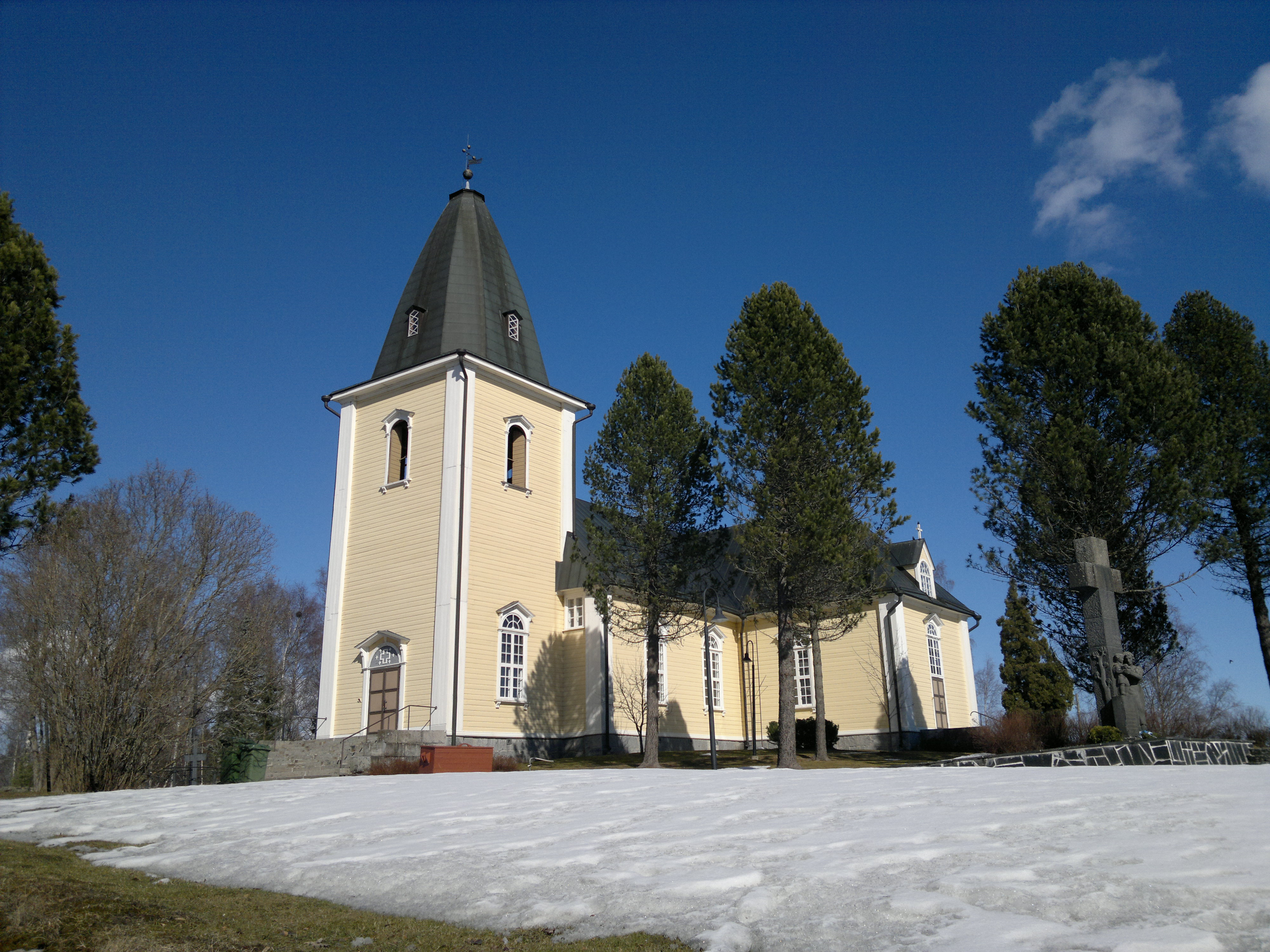
Église d'Hämeenkyrö.

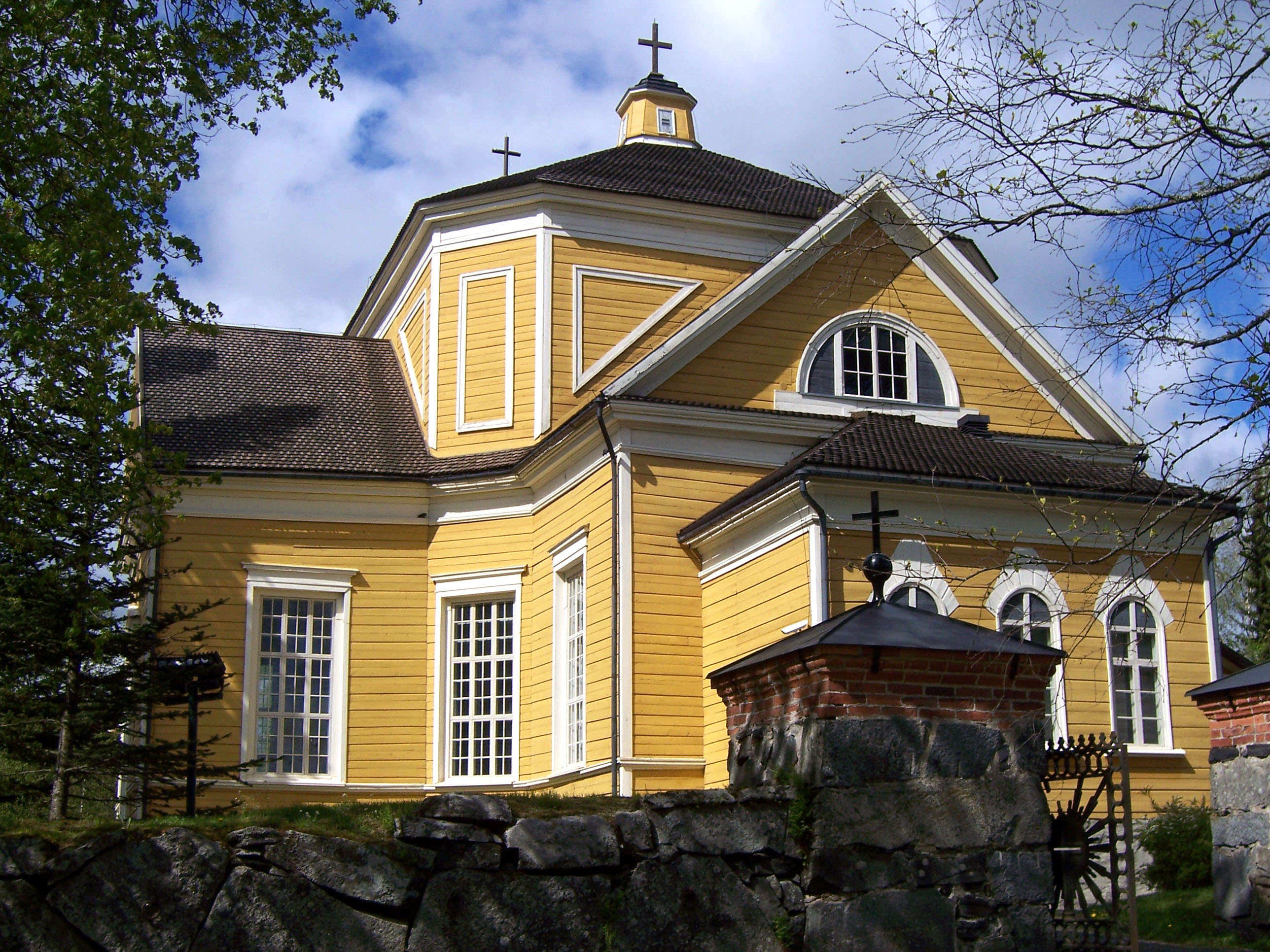
Église d'Ylöjärvi.

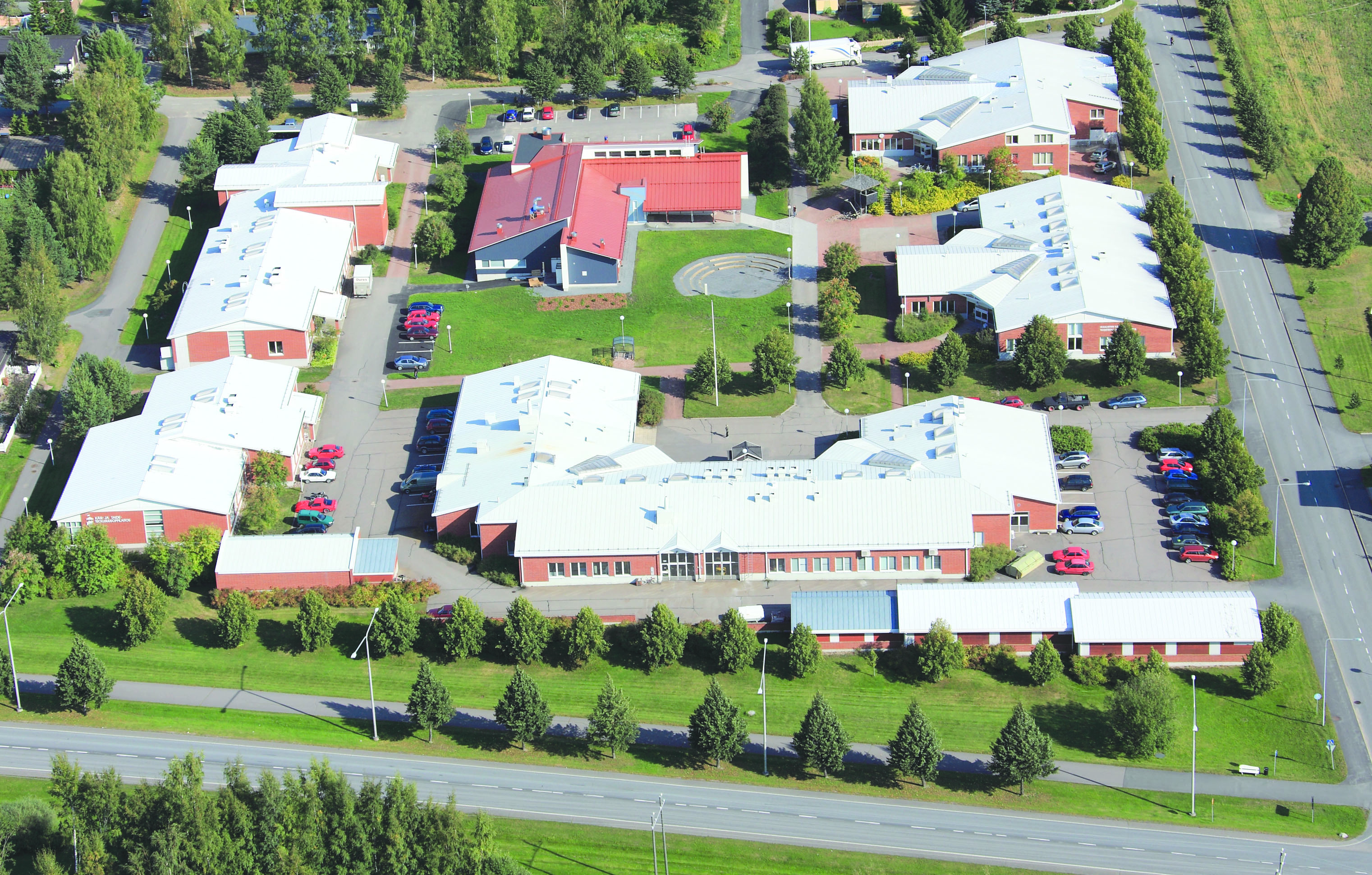
École d'art et d'artisanat d'Ikaalinen.

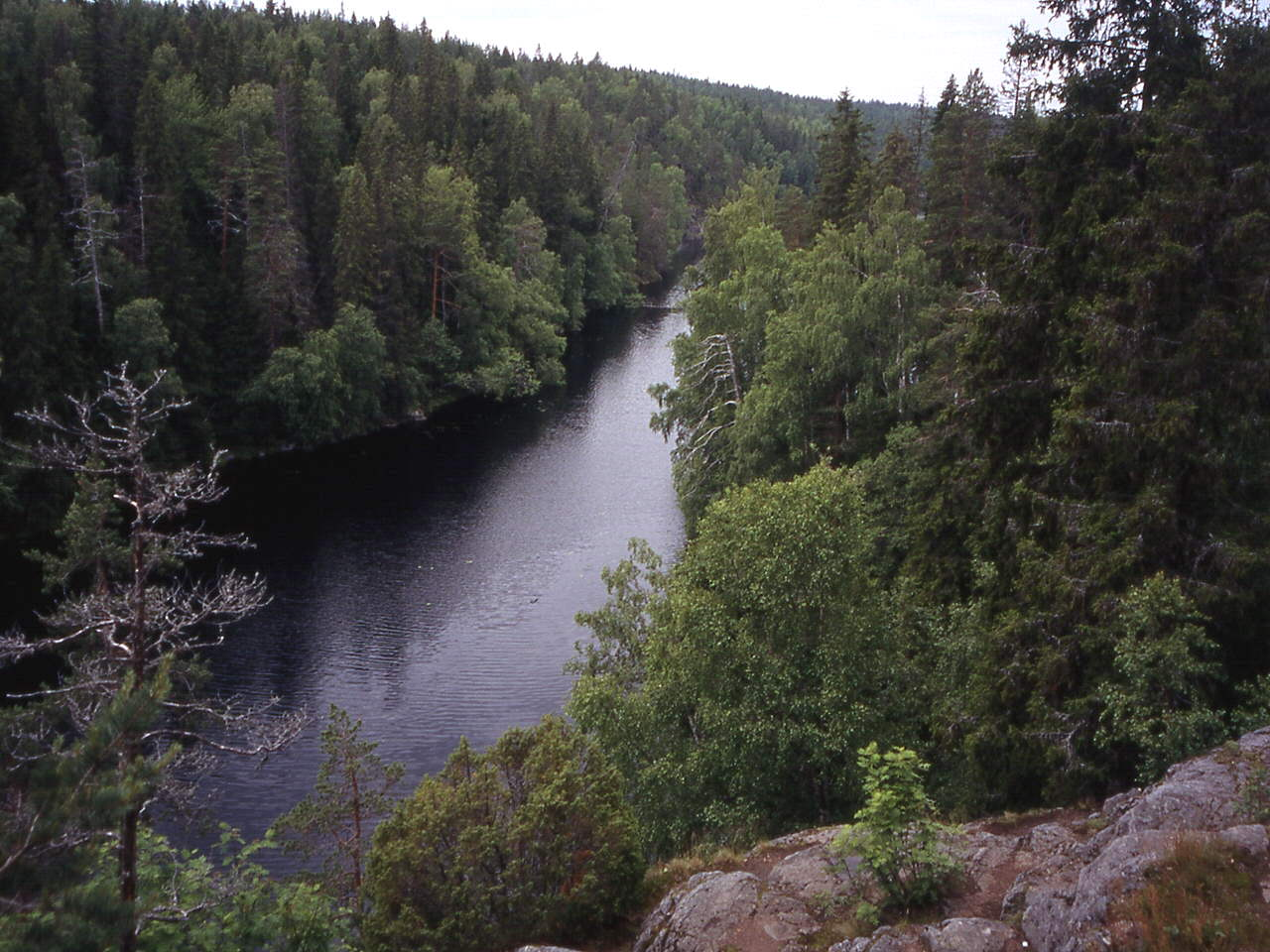
Le lac Helvetinjärvi dans le parc national de Helvetinjärvi à Ruovesi.

## Géographie
Les régions frontalières sont : au nord l'Ostrobotnie du Sud, à l'est la Finlande-Centrale, à l'ouest le Satakunta et au sud le Kanta-Häme (plus quelques kilomètres de frontière avec la Finlande du Sud-Ouest depuis le rattachement en 2005 de la municipalité de Punkalaidun).

### Démographie
Depuis 1980, l'évolution démographique de Pirkanmaa est la suivante:
| Année      | 1980    | 1985    | 1990    | 1995    | 2000    | 2005    |
| ---------- | ------- | ------- | ------- | ------- | ------- | ------- |
| population | 410 784 | 419 062 | 427 223 | 437 525 | 450 346 | 468 604 |

| Année      | 2010    | 2015    |
| ---------- | ------- | ------- |
| population | 489 192 | 506 114 |

### Parcs et réserves naturelles
| Parc national Réserve naturelle    | Municipalité                  | Superficie (km²) | Fondé en |
| ---------------------------------- | ----------------------------- | ---------------- | -------- |
| Parc national de Helvetinjärvi     | Ruovesi                       | 49,8             | 1982     |
| Häädetkeitaan luonnonpuisto        | Karvia/Parkano                | 5,60             | 1958     |
| Parc national de Puurijärvi-Isosuo | Huittinen/Kokemäki /Sastamala | 27,0             | 1993     |
| Parc national de Seitseminen       | Ikaalinen/Ylöjärvi            | 45,5             | 1982     |
| Sinivuoren luonnonpuisto           | Orivesi                       | 0,62             | 1956     |

## Transport

### Transport routier
Les routes nationales traversant le Pirkanmaa sont:
- : Helsinki – Hyvinkää – Riihimäki – Hämeenlinna – Tampere – Parkano – Jalasjärvi – Kurikka – Laihia – Vaasa
- : Turku – Loimaa – Tampere – Jämsä – Jyväskylä – Kuopio – Outokumpu – Joensuu – Niirala
- : Nokia – Pori
- : Rauma – Huittinen – Nokia – Tampere – Lahti – Kouvola
- : Pori – Kankaanpää – Parkano – Virrat – Keuruu – Jyväskylä – Pieksämäki – Varkaus – Joensuu

Les routes principales de Pirkanmaa sont:
- : Sastamala – Kankaanpää – Kauhajoki
- : Jämsä – Mänttä
- : Hämeenlinna – Pälkäne
- : Kangasala – Orivesi – Keuruu – Kivijärvi – Kärsämäki
- : Tampere – Kuru – Virrat
- : Orivesi – Virrat – Lapua
- : Virrat – Alajärvi – Pietarsaari

### Transport lacustre
Des croisières sont organisées sur le Näsijärvi, sur le Pyhäjärvi ou le Keurusselkä,,

## Communes
Le Pirkanmaa compte vingt-deux municipalités dont onze ont le statut de ville.
| 1 2 3 4 5 6 7 8 9 10 11 12 13 14 15 16 17 18 19 20 21 22 |

| No | Nom             | Blason | Statut  | Population | Superficie | Densité | Sous-région       | Fondé |
| -- | --------------- | ------ | ------- | ---------- | ---------- | ------- | ----------------- | ----- |
| 1  | Akaa            |        | ville   | 16 615     | 314,38     | 56,66   | Etelä-Pirkanmaa   | 2007  |
| 2  | Hämeenkyrö      |        | commune | 10 511     | 505,10     | 22,66   | Tampere           | –     |
| 3  | Ikaalinen       |        | ville   | 7 005      | 843,35     | 9,34    | Luoteis-Pirkanmaa | 1641  |
| 4  | Juupajoki       |        | commune | 1 881      | 274,95     | 7,28    | Ylä-Pirkanmaa     | 1913  |
| 5  | Kangasala       |        | ville   | 31 679     | 870,86     | 48,14   | Tampere           | 1865  |
| 6  | Kihniö          |        | commune | 1 910      | 390,50     | 5,35    | Luoteis-Pirkanmaa | 1920  |
| 7  | Lempäälä        |        | commune | 23 204     | 307,06     | 86,08   | Tampere           | 1866  |
| 8  | Mänttä-Vilppula |        | ville   | 9 983      | 657,08     | 18,67   | Ylä-Pirkanmaa     | 2009  |
| 9  | Nokia           |        | ville   | 33 527     | 347,82     | 116,3   | Tampere           | 1922  |
| 10 | Orivesi         |        | ville   | 9 224      | 960,09     | 11,54   | Tampere           | 1865  |
| 11 | Parkano         |        | ville   | 6 473      | 909,67     | 7,59    | Luoteis-Pirkanmaa | 1867  |
| 12 | Pirkkala        |        | commune | 19 363     | 103,97     | 237,82  | Tampere           | 1237  |
| 13 | Punkalaidun     |        | commune | 2 900      | 364,02     | 8,03    | Lounais-Pirkanmaa | 1639  |
| 14 | Pälkäne         |        | commune | 6 499      | 738,14     | 11,59   | Tampere           | 1866  |
| 15 | Ruovesi         |        | commune | 4 395      | 950,16     | 5,66    | Ylä-Pirkanmaa     | 1565  |
| 16 | Sastamala       |        | ville   | 24 635     | 1 531,75   | 17,24   | Lounais-Pirkanmaa | 2009  |
| 17 | Tampere         |        | ville   | 235 487    | 689,59     | 448,59  | Tampere           | 1779  |
| 18 | Urjala          |        | commune | 4 793      | 505,38     | 10,08   | Etelä-Pirkanmaa   | 1868  |
| 19 | Valkeakoski     |        | ville   | 21 143     | 372,03     | 77,72   | Etelä-Pirkanmaa   | 1923  |
| 20 | Vesilahti       |        | commune | 4 396      | 353,94     | 14,6    | Tampere           | 1869  |
| 21 | Virrat          |        | ville   | 6 741      | 1 299,08   | 5,8     | Ylä-Pirkanmaa     | 1868  |
| 22 | Ylöjärvi        |        | ville   | 32 980     | 1 324,14   | 29,56   | Tampere           | 1869  |

### Anciennes communes
- Aitolahti
- Akaa
- Eräjärvi
- Ikaalinen
- Karkku
- Keikyä
- Kiikka
- Kiikoinen
- Kuhmalahti[12]
- Kuorevesi
- Kuru[13]
- Kylmäkoski[14]
- Luopioinen[15]
- Längelmäki[16]
- Messukylä
- Mouhijärvi[17]
- Mänttä [18]
- Pohjaslahti
- Sahalahti
- Suodenniemi[19]
- Suoniemi
- Sääksmäki
- Teisko
- Toijala[20]
- Tottijärvi
- Tyrvää
- Vammala[21]
- Viiala[22]
- Viljakkala[23]
- Vilppula[24]
- Äetsä[25]

### Changement de région
- Kiikoinen a changé de région en fusionnant en 2013 avec Sastamala en 1997.
- Punkalaidun est passé du Satakunta au Pirkanmaa en 2005.
- Kiikoinen a rejoint le Pirkanmaa en 2013.
- Kuhmoinen a rejoint le Pirkanmaa en 2019[26].